# William Dray
William Herbert Dray (Montreal, 23 de junio de 1921 - Toronto, 6 de agosto de 2009) fue un filósofo y teórico de la Historia canadiense.

## Biografía
W. H. Dray, hijo de William John Dray y Florence Edith Dray, tras estar sirviendo en las Fuerzas Armadas Canadienses durante la Segunda Guerra Mundial, estudió Historia en la Universidad de Toronto y completó su doctorado en 1956 en la Universidad de Oxford. 
Desde 1953 hasta 1968 enseñó en la Universidad de Toronto y, posteriormente, sería profesor en la Universidad de Trent, y, de 1976 a 1986, en la Universidad de Ottawa.
Las contribuciones más significativas de Dray se encuentran en el campo de la filosofía analítica de la Historia y las Ciencias sociales. Dray se destacó como crítico de las tendencias positivistas, al enfatizar que los modelos explicativos de las ciencias naturales son insuficientes en las ciencias humanas.

## Obras
Entre sus numerosos trabajos destacan las siguientes publicaciones:
- 1957 - Laws and Explanation in History. Oxford, Oxford University Press.[4]
- 1964 - Philosophy of History. Nueva Jeresy, Prentice-Hall.[5]
- 1966 - Philosophical Analysis and History. Nueva York, Harper & Row.
- 1980 - Perspectives on History. Londres, Routledge & Kegan Paul.[6]
- 1989 - On history and philosophers of history. Nueva York, Brill.
- 1991 - Objectivity, Method, and Point of View: Essays in the Philosophy of History. Brill, ISBN 978-90-04-45160-5
- 1995 - History as Re-Enactment: R. G. Collingwood's Idea of History. Clarendon Press, ISBN 978-01-98-24293-2.

## Premios y reconocimientos
- 1986: Premio Molson,[2] premio otorgado por la Canada Council for the Arts a las personas que han destacado con su trabajo en la promoción de la herencia cultural canadiense.